# Avahi unicolor
Avahi unicolor (лат.) — примат из семейства индриевых.

## Описание
Вид отличается от родственного Avahi occidentalis отсутствием белой шерсти вокруг морды и чёрных безволосых пятен вокруг глаз. Глаза имеют насыщенный красно-коричневый цвет, веки лишены волос. Мордочка чёрная, безволосая. Шерсть светлая, бежево-серая, слегка курчавая. Хвост серо-коричневый или красновато-коричневой, в основании светло-коричневый или кремовый. Шерсть на верхней части спины и плечах немного темнее. Брюхо светло-серое, нижние конечности почти белые.

## Распространение
Встречается на северо-западе Мадагаскара на полуострове Ампасиндава. 

## Статус популяции
Международный союз охраны природы присвоил виду охранный статус «Находящийся на грани полного исчезновения» (Critically Endangered). Площадь ареала составляет менее 2434 км2, при этом ареал сильно фрагментирован и сокращается в размерах из-за вырубки леса и добычи полезных ископаемых в этом регионе Мадагаскара.